# Ttotte Etxebeste
Ttotte Etxebeste (Urrugne, 8 janvier 1962) est un auteur de langue basque et un militant basque.

## Biographie
Né en 1962 à Urrugne, village basque du Labourd, il est fils et petit-fils de paysan. Il a été membre du groupe armé Iparretarrak ainsi que du collectif Autononomia Eraiki.

## Œuvre

### Poésie
- Ezin erraneko Hitzak, Maiatz, 2018 (en langue basque)
- Dans le silence des mots L'Harmattan, 2019  (ISBN 978-2-343-16367-3)